# 春のめざめ (ミュージカル)
『春のめざめ』（英題：Spring Awakening）は、フランク・ヴェーデキント作の同名戯曲『春のめざめ』（原題：Frühlings Erwachen）をもとにしたロック・ミュージカル。2006年にブロードウェイで開幕し、第61回トニー賞で、ミュージカル作品賞を含む8部門で受賞した。ブロードウェイ公演は、2009年1月18日に幕を閉じた。
舞台は19世紀末のドイツ。少年メルヒオールと少女ベンドラとの思春期を通して、性への無知と大人達の無理解による悲劇を描く（原副題は「子供達の悲劇」）。原作戯曲は1891年に初演されたが、その後社会問題に発展し、20世紀前半まで長きにわたって上演が禁止されていた。

## ミュージカル

### ミュージカル版オリジナルスタッフ
- 台本・歌詞：スティーヴン・セイター
- 音楽：ダンカン・シーク
- 原作：フランク・ヴェデキント
- 装置：クリスティーン・ジョーンズ
- 衣装：スーザン・ヒルファティ
- 照明：ケヴィン・アダムス
- 音響：ブライアン・ローナン
- オーケストレーション：ダンカン・シーク
- ヴォーカル・アレンジ：アンマリー・ミラッツォ
- 弦楽アレンジ：サイモン・ヘイル
- 音楽監督：キンバリー・グリッグスビー
- 振付：ビル・T・ジョーンズ
- 演出：マイケル・メイヤー

### 受賞歴
- 第61回トニー賞
  - ミュージカル作品賞
  - ミュージカル脚本賞
  - ミュージカル作曲賞
  - ミュージカル振付賞
  - ミュージカル助演男優賞
  - ミュージカル演出賞
  - ミュージカル編曲賞
  - ミュージカル照明デザイン賞
- 第50回グラミー賞
  - 最優秀ミュージカルアルバム賞
- ドラマ・デスク賞
  - ミュージカル作品賞

### 日本語版ミュージカル『春のめざめ』
日本では劇団四季によりJR東日本アートセンター自由劇場にて、2009年5月2日に開幕。
- 2009年5月2日-9月5日（日本初演であり、東京初演）
- 2010年4月22日-5月30日（東京凱旋）
- 2010年8月11日-9月12日（名古屋初演　ウインクあいち）
- 2010年10月10日-11月14日（京都初演　京都劇場）

#### スタッフ
- 日本語版歌詞・台本：劇団四季文芸部
- 翻訳協力：井筒節
- 演出協力：浅利慶太
- 演出補：横山清崇
- 演出助手：由水南、宇垣あかね
- 音楽スーパーバイザー：鎮守めぐみ
- 振付補：ジョアン・M・ハンター
- 照明補：アーロン・スポラー
- 衣装補：マイコ・マツシマ

#### キャスト
（太文字＝東京初演初日キャスト）（含、未登板）
- ベンドラ：林香純、谷口あかり、桑野東萌、小松加奈
- マルタ：撫佐仁美、勝間千明
- テーア：有村弥希子、浦壁多恵、岸本美香、石井亜早実
- アンナ：松田佑子、玉石まどか、山中由貴、橋本藍
- イルゼ：金平真弥、石塚智子、勝間千明、真優香
- メルヒオール：柿澤勇人、上川一哉、田中彰孝、一和洋輔
- モリッツ：三雲肇、厂原時也、玉井晴章
- ハンシェン：一和洋輔、南晶人、ハンドコ アクアリオ
- エルンスト：竹内一樹、伊藤綾祐、山下啓太
- ゲオルグ：白瀬英典、南晶人
- オットー：加藤迪、玉井晴章
- 大人の女性：中野今日子、都築香弥子
- 大人の男性：志村要、田代隆秀
- 男性アンサンブル：伊藤綾祐、南晶人、玉井晴章、加藤迪、手島章平、山下啓太、ハンドコ アクアリオ、権頭雄太朗
- 女性アンサンブル：岸本美香、浦壁多恵、玉石まどか、勝間千明、平田綾、石井亜早実、橋本藍

### ミュージカル・ナンバー
第一幕
- Mama Who Bore Me　/　ママ
- Mama Who Bore Me(Reprise)　/　ママ（リプライズ）
- All That's know　/　真実を求めて
- The Bitch Of Living　/　ブチギレそう
- My Junk　/　あなたに夢中
- Touch Me　/　タッチ･ミー
- The Word of Your Body　/　からだの声
- The Dark I know Well　/　秘密の夜
- And Then There Were None　/　何も残らない
- The Mirror-Blue Night　/　紺碧の夜
- I Believe　/　きっと愛が

第二幕
- The Guilty Ones　/　罪深きもの
- Don't Do Sadness　/　悲しみよ　消えろ
- Blue Wind　/　青い風
- Left Behind　/　消えゆく面影
- Totally Fucked　/　マジでFUCK！
- The Word of Your Body(Reprise)　/　からだの声（リプライズ）
- Whispering　/　ざわめき
- Those You've Known　/　きみのそばに
- The Song of Purple Summer　/　明日へ